# Michael Lampe

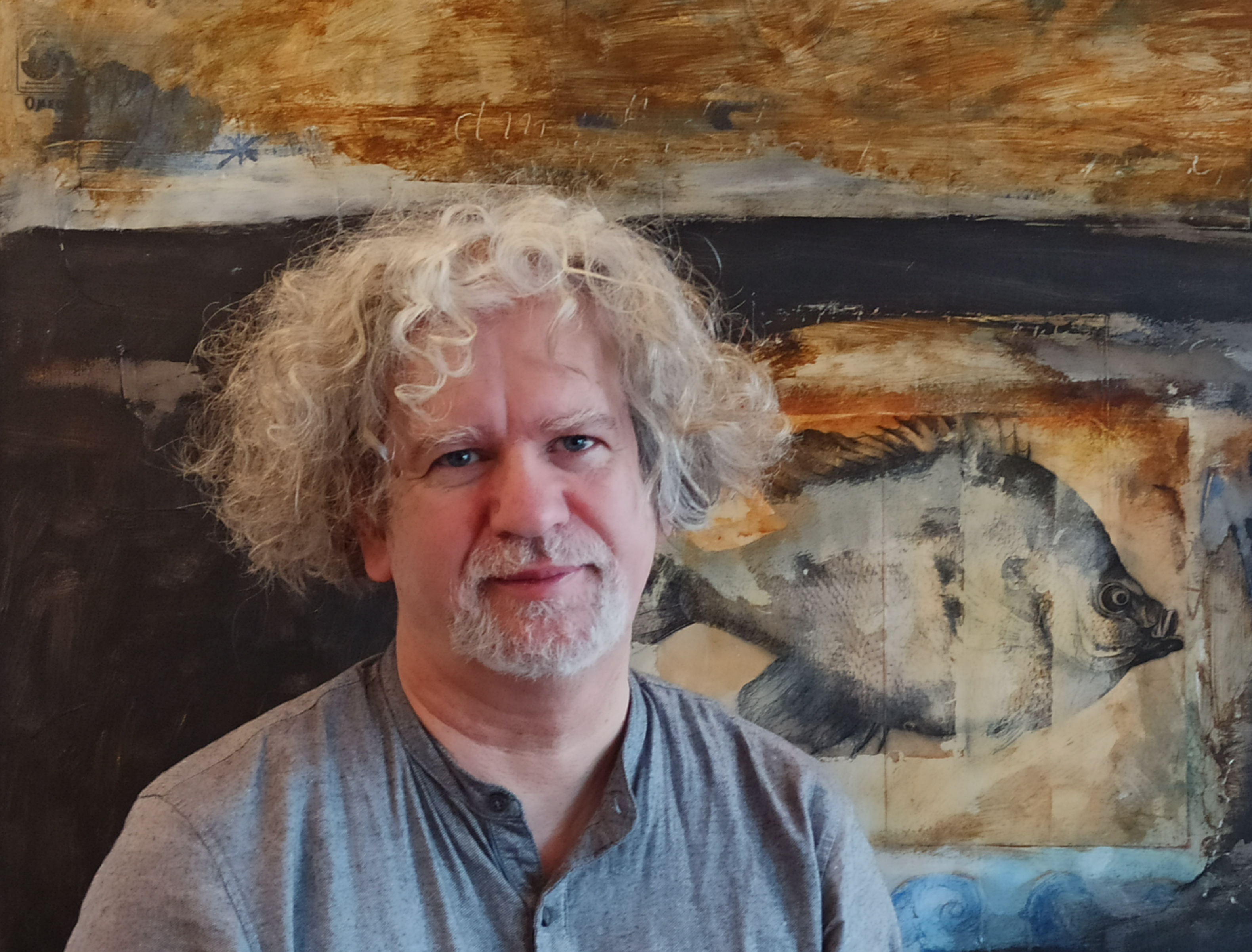
Michael Lampe (2022)

Michael Lampe (* 1967 in Kassel) ist ein deutscher bildender Künstler. Er betätigt sich vor allem im Bereich der Malerei und Graphik.

## Leben
Lampe wurde 1999 ein Stipendium der Sparkassen-Kulturstiftung Hessen-Thüringen in Willingshausen zuerkannt. 2000 erhielt er ein Jahresstipendium des Landesverbandes Lippe (Schwalenberg) und 2001 das Moldaustipendium im Egon Schiele Art Centrum in Český Krumlov (Tschechien). Es folgten Arbeitsaufenthalte im Künstlerhaus in Cuxhaven (2002), im Saarländischen Künstlerhaus in Saarbrücken (2005) und für 9 Monate in Sevilla (2008/2009). Im Jahr 2023 erhielt er ein Stipendium im Künstlerhaus Hooksiel.
2009 beteiligte sich Lampe an der Art.fair 21 in Köln mit dem Projekt „Grimmland. Märchenbilder im öffentlichen Raum“ in Kooperation mit Marta Pankratova.
Seit 2011 ist Lampe Dozent in der Willingshäuser Malerkolonie. 2012 wurde er zum Waltroper Stadtmaler gewählt. 2015 erfolgte eine Projektbeteiligung „Wenn das der Dürrer wüste“, Edition Domreiter Köln von Armin Fischer. 2018 gründete er das Atelier am Pferdemarkt in Kassel.
Lampe ist Mitglied im Bundesverband Bildender Künstler (BBK).

## Werk
Seit vielen Jahren beschäftigt sich Lampe als Maler und Graphiker künstlerisch experimentell mit der Thematik des Märchens, der Sage und der Legende und den damit verbundenen Kindheitserinnerungen. Dabei interessieren ihn die sehr subjektiven Empfindungen und Assoziationen der Geschichte im mehrdeutigen Sinn; Fiktion, Erinnerungen und Geschichte bilden die zentralen Themen seines Schaffens.
Sein Œuvre umfasst Malerei, Zeichnungen, Illustrationen, Künstlerbuchunikate, Scherenschnitte und Linolschnitte. Beginnend mit seinem Kunststipendium 1999 in Willingshausen und der langjährigen weiterführenden Beschäftigung mit der Schwälmer Region gilt Lampe heute mit als ein zeitgenössischer Vertreter der Willingshäuser Malerkolonie.

## Ausstellungen (Auswahl)

### Einzelausstellungen
- 1997: Galerie am Markt, Kunstkreis Hofgeismar e. V.
- 1999: Gerhardt-von-Reutern-Haus, Willingshausen
- 2000: Museum der Schwalm, Schwalmstadt-Ziegenhain
- 2002: Künstlerhaus im Schlossgarten, Cuxhaven
- 2003: Museumsgalerie / Patrizierhaus, Fritzlar
- 2004: Museum im Stern, Warburg
- 2005: Museum der Schwalm, Schwalmstadt-Ziegenhain
- 2006: Kunsthalle Willingshausen
- 2008: Kulturhaus Alte Synagoge, Gudensberg
- 2010: Museum der Schwalm, Schwalmstadt-Ziegenhain
- 2011: Kulturforum Kapelle, Waltrop
- 2012: Städtisches Museum im Welfenschloss, Hann. Münden
- 2012: Kunst im Treppenturm, Bamberg
- 2015: Museum der Schwalm, Schwalmstadt-Ziegenhain
- 2017: Museum Haus der Romantik, Marburg
- 2018: Kunsthalle Willingshausen
- 2021: Museum der Schwalm, Schwalmstadt-Ziegenhain
- 2023: Künstlerhaus Hooksiel

## Buchillustrationen
- Erika Eckhardt, Heinz Krause: Schwälmer Sagenborn. Zweiter Teil, Edition dietz, Marburg 2020, ISBN 978-3-9816373-1-1